# Kōken-ji
Le Kōken-ji (高顕寺) est un temple bouddhiste de l'école Shingon situé à Bizen, préfecture d'Okayama au Japon. 
Le temple se trouve au sommet du mont Enichi. La divinité principale (ou honzon (本尊)) du temple est Fudō Myōō (不動明王). 
Le temple est d'abord construit sous le nom Hattō-ji en 728 par le moine Dōkyō à la demande de l'empereur Shōmu. Puis il perd son ancien nom pour celui de Kōken-ji en 1830.

## Sources
- Yoshinaga town history month committee, Yoshinaga Town History, Chapter 2 (吉永町史　通史編Ⅱ?), Bizen City 2006, pages 11, 54, 78, 196, 206, 326, 531.
- Nihon rekishi taikei, Okayama, 34 (日本歴史地名大系　岡山 34?), Heibonsha 1988,  (ISBN 4-582-49034-4).